# Espanha 12–1 Malta (1983)
A partida entre Espanha e Malta foi realizada em 21 de dezembro de 1983, válida pelo Grupo 7 das eliminatórias da Eurocopa de 1984. Disputado no Estádio Benito Villamarín, em Sevilha, o jogo terminou 12 a 1 para a Fúria - Carlos Santillana e Hipólito Rincón foram os destaques da goleada, tendo feito 4 gols cada um. O resultado eliminou a Holanda pelo saldo de gols (antes da partida, a diferença no saldo era de 11 gols a favor da Holanda). Esta partida é considerada uma das mais expressivas na história do futebol do país.
Por conta de acusações pós-jogo (nunca provadas até a presente data) de suborno aos malteses, de doping dos espanhóis, e de droga dada pelos espanhóis aos jogadores de Malta para eles ficarem molengas, a Uefa deixou de usar saldo de gols como primeiro critério de desempate, preferindo o confronto direto.

## Antecedentes
Pela última rodada do Grupo 7, Espanha e Holanda eram as favoritas pela vaga - Irlanda, Islândia e Malta já estavam fora da briga.
Em 16 de novembro, a Holanda venceu a Espanha por 2 a 1 (gols de Peter Houtman e de um ainda jovem Ruud Gullit para a Laranja Mecânica e Santillana para os espanhóis). Com este resultado, os holandeses passaram a Espanha e derrotaram a Seleção Maltesa por 5 a 0, e dependiam apenas do resultado em Espanha x Malta. Para a Fúria, bastava golear os malteses por 11 gols de diferença.

## O jogo
Espanhóis e malteses jogariam no Estádio Benito Villamarín, na cidade de Sevilha, e aos 15 minutos do primeiro tempo a seleção mandante abriu o placar com Santillana, aproveitando cruzamento de Antonio Maceda. No início da partida, um pênalti questionável sobre Juan Antonio Señor fora assinalado pelo árbitro turco Erkan Göksel, posteriormente desperdiçado pelo meio-campista do Zaragoza.
Aos 24 minutos, Malta (na época, uma seleção com jogadores amadores) fez seu primeiro - e único - gol fora de casa nas eliminatórias, feito pelo volante Michael Degiorgio, após desvio em Maceda que enganou o goleiro Francisco Buyo. A Espanha não se abalou com o gol sofrido e abriu vantagem com 2 gols em 4 minutos, ambos com Santillana. O placar ainda era insuficiente para garantir a vaga.
Na segunda etapa, Rincón fez o quarto gol da Fúria, e dez minutos depois faria o segundo gol dele (quinto da Espanha no jogo). Maceda balançaria as redes de John Bonello aos 15 e 17 minutos, Rincón alcançou o hat-trick aos 18. Após 12 minutos e com a expulsão de Degiorgio (autor do gol maltês), os espanhóis deixariam 2 bolas na rede, com Maceda e Rincón, e Santillana faria também seu quarto gol no jogo, ultrapassando Gullit na artilharia do grupo, com 6 tentos. Na saída de bola da Seleção Maltesa, a Fúria conseguiu o 11º gol, com Manuel Sarabia (foi o primeiro dele pela Seleção). Señor, que havia perdido o pênalti no primeiro tempo de jogo, se redimiu aos 39 minutos com um belo chute de fora da área, fechando o placar em 12 a 1 e garantindo uma improvável classificação, eliminando a Holanda por ter feito 2 gols a mais que a Laranja.

## Reações e polêmica
Depois da partida, os torcedores espanhóis voltaram a depositar confiança na Seleção após a campanha na Copa de 1982, sediada no país. Sem vencer desde a conquista da Eurocopa de 1964, o triunfo sobre Malta é considerado um dos maiores na história do futebol nacional. Apesar da eliminação, os holandeses aceitaram o resultado, porém criticaram a defesa dos Cavaleiros de São João (principalmente o goleiro Bonello), enquanto o técnico Kees Rijvers preferiu não acompanhar o jogo e declarou que "milagres também existem no futebol".
Para Malta, a goleada foi considerada uma "humilhação" (é, até hoje, a maior derrota na história da seleção), e causou também a saída do técnico Victor Scerri, desde 1978 no cargo. A Associação de Futebol de Malta chegou a acusar a torcida de mau comportamento (jogaram laranjas e garrafas nos jogadores adversários). Houve ainda notícias de que a Seleção Maltesa "entregou" o jogo (nenhuma foi provada), e a Real Federação Espanhola de Futebol chegou a ameaçar entrar com uma ação contra a AFM, que estaria "aviltando" a imagem do futebol espanhol.

## Resultado
| 21 de dezembro de 1983 | Espanha                                                                                               | 12 – 1    | Malta         | Estádio Benito Villamarín, Sevilla        |
| 20:15 (CET)            | Santillana 15', 26', 28', 75' · Rincón 46', 55', 63', 78' · Maceda 60', 62' · Sarabia 79' · Señor 84' | Relatório | Degiorgio 24' | Público: 18 871 Árbitro: TUR Erkan Göksel |

| Espanha | Malta |

| Espanha:       |    |                         |     |
|                |    |                         |     |
| GR             | 1  | Francisco Buyo          |     |
| LD             | 2  | Juan Antonio Señor      |     |
| ZG             | 5  | Andoni Goikoetxea       |     |
| ZG             | 4  | Antonio Maceda          | 52' |
| LE             | 3  | José Antonio Camacho    |     |
| MC             | 8  | Víctor Muñoz            |     |
| MC             | 6  | Rafael Gordillo         |     |
| RM             | 10 | Manuel Sarabia          |     |
| LM             | 11 | Hipólito Rincón         | 88' |
| CA             | 7  | Francisco José Carrasco |     |
| CA             | 9  | Carlos Santillana       |     |
| Substituições: |    |                         |     |
| FW             | 16 | Marcos Alonso           | 88' |
| Treinador:     |    |                         |     |
| Miguel Muñoz   |    |                         |     |

| Malta:         |    |                      |         |
|                |    |                      |         |
| GR             | 1  | John Bonello         | 50'     |
| LD             | 3  | Alex Azzopardi       |         |
| ZG             | 2  | Emanuel Farrugia     |         |
| ZG             | 5  | John Holland         |         |
| ZG             | 6  | Norman Buttigieg     |         |
| LE             | 10 | Emanuel Fabri        | 34'     |
| CM             | 11 | Michael Degiorgio    | 3', 76' |
| MC             | 9  | Ernest Spiteri-Gonzi |         |
| MC             | 8  | Ray Farrugia         | 70'     |
| CA             | 4  | Simon Tortell        | 23'     |
| CA             | 7  | Silvio Demanuele     |         |
| Substituições: |    |                      |         |
| DF             | 14 | Mario Farrugia       | 76'     |
| Treinador:     |    |                      |         |
| Victor Scerri  |    |                      |         |

|
Bandeirinhas:

 Yahya Diker

 Özcan Oal
|}